# Allone Jicchak

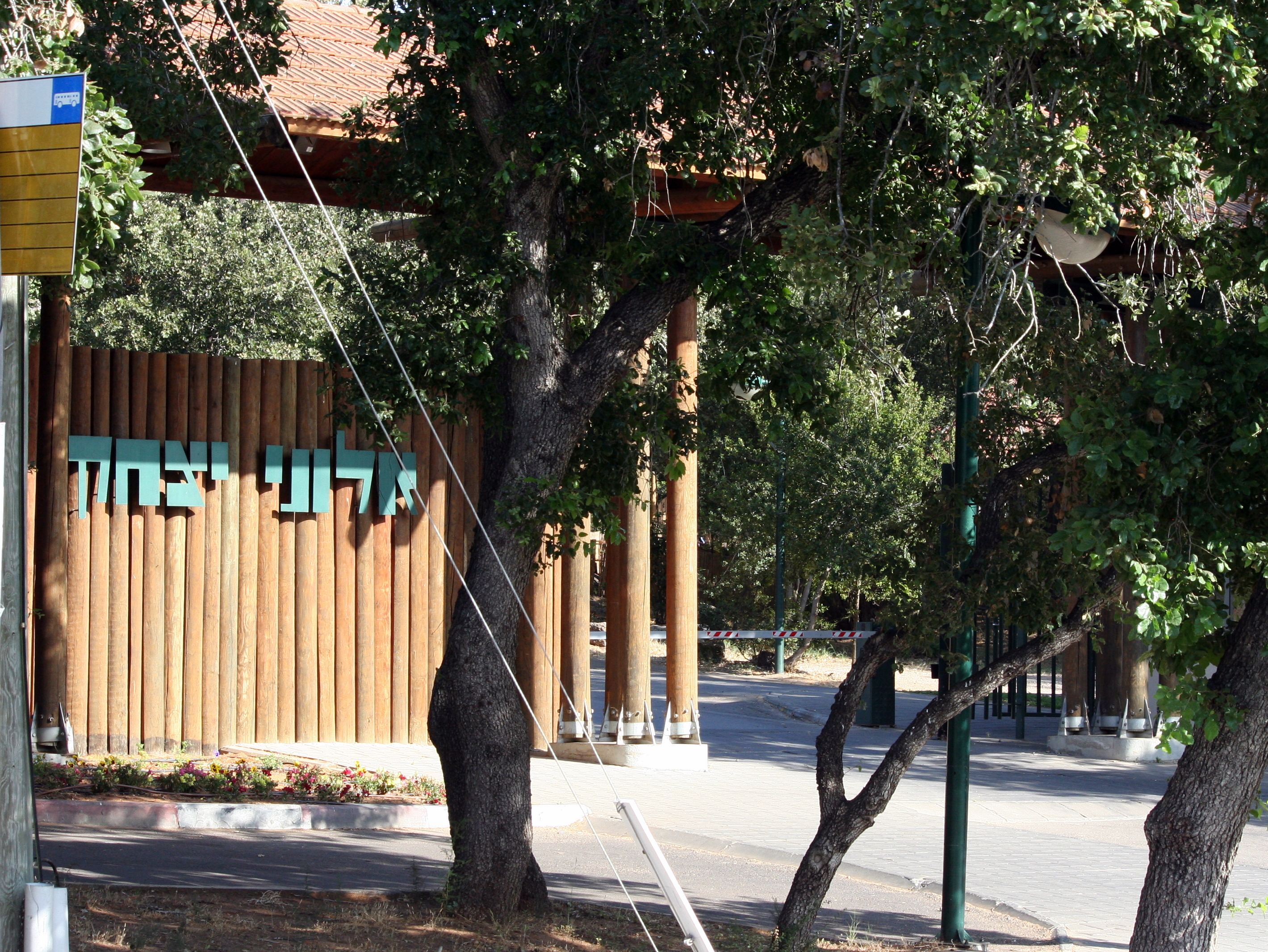

Allone Jicchak (hebr. אלוני יצחק; pol. Dęby Icchaka) – wieś młodzieżowa położona w Samorządzie Regionu Menasze, w Dystrykcie Hajfy, w Izraelu.

## Położenie
Allone Jicchak leży na południe od masywu Góry Karmel, w otoczeniu miasteczek Binjamina-Giwat Ada i Kafr Kara, oraz kibucu Kefar Glikson. Wieś młodzieżowa jest typowym izraelskim rozwiązaniem, łączącym zalety szkoły rolniczej z internatem połączonej z praktyczną nauką zawodu w osadzie rolniczej.

## Historia
Wieś została założona w 1948 roku przez Jehiela Harifa w celu założenia domu dziecka dla opieki nad sierotami, które przeżyły Holocaust. Nazwano ją na cześć działacza syjonistycznego z Polski, Ichaka Grünbauma (1879-1970). W latach 50. XX wieku wieś przyjęła masową imigrację z Afryki Północnej i Indii. W latach 60. XX wieku przyjęto dzieci z Ameryki Północnej, Ameryki Południowej i Turcji, a w latach 70. ze ZSRR.

## Edukacja
We wsi znajduje się szkoła z internatem, w której uczy się około 400 uczniów. Na terenie szkoły znajduje się pełny kompleks obiektów sportowych, z basen pływackim, kortami tenisowymi, salą gimnastyczną i boiskiem do piłki nożnej.

## Komunikacja
Na wschód od wsi przebiega autostrada nr 6, brak jednak możliwości bezpośredniego wjazdu na nią. Ze wsi wyjeżdża się na zachód na drogę nr 6522, którą jadąc na południe dojeżdża się do kibucu Kefar Glikson, lub jadąc na północ dojeżdża się do miasteczka Binjamina-Giwat Ada i drogi nr 653.